# 锦园
锦园，位于中華人民共和國上海市长宁区愚园路805弄，建于1933年，由当时面粉大王荣宗敬出资和建造，赵深负责设计，锦园名字便来自于荣宗敬的名字（原名荣宗錦），园名题写则出自钱名山。
锦园共有32撞3层楼房，每幢103.8平方米，一幢楼一户人家，共建筑面积3322平方米，建筑结构均为砖木混合型。
由于初期入住人员为无锡背景，无锡话在园内成为主要用语，无锡风俗礼仪也通用。文革期间园内冬青树被砍去，之后在20世紀90年代因江苏路站地铁建设需要，马路被拓宽，锦园沿马路的一排房子被拆除。